# Policia de Sri Lanka
La policia de Sri Lanka és la força armada del país que té com a missió combatre el crim, fer complir la llei i conservar l'orde públic.
Té el seu origen en una decisió del consell municipal de Colombo del 1659 que va establir una vigilància local nocturna a càrrec d'homes que rebien un sou. Les primeres estacions de policia les van establir els holandesos. El 1796 es va produir l'ocupació britànica i les funcions policials van passar a l'exèrcit però el 1797 es va recuperar i les seves funcions foren definides el 1805 i el 1806 es va estendre a les àrees rurals. Va esdevenir policia de tota la colònia (Police Force) el 3 de setembre de 1866. El seu primer cap fou William Robert Campbell i Thomas Oswin el primer cap de la nova policia de Colombo.
El 1948 es va convertir en la Ceylon Police Service (més tard Sri Lanka Police Service). El 1950 es va canviar el seu uniforme i el 1952 va donar accés a les dones; entre les diverses seccions que la componen, cal esmentar que el 1969 es va establir una policia turística.